# Greenfield (Minnesota)
Greenfield es una ciudad ubicada en el condado de Hennepin en el estado estadounidense de Minnesota. En el censo de 2010 tenía una población de 2777 habitantes y una densidad poblacional de 49,75 personas por km².

## Geografía
Greenfield se encuentra ubicada en las coordenadas 45°5′39″N 93°41′27″O / 45.09417, -93.69083. Según la Oficina del Censo de los Estados Unidos, Greenfield tiene una superficie total de 55.82 km², de la cual 52.84 km² corresponden a tierra firme y (5.34%) 2.98 km² es agua.

## Demografía
Según el censo de 2010, había 2777 personas residiendo en Greenfield. La densidad de población era de 49,75 hab./km². De los 2777 habitantes, Greenfield estaba compuesto por el 96.15% blancos, el 0.4% eran afroamericanos, el 0.29% eran amerindios, el 1.33% eran asiáticos, el 0% eran isleños del Pacífico, el 0.9% eran de otras razas y el 0.94% pertenecían a dos o más razas. Del total de la población el 1.48% eran hispanos o latinos de cualquier raza.